# Enseigne Roux
Pour les articles homonymes, voir Roux.
L'Enseigne Roux est le navire de tête de sa classe de trois contre-torpilleurs construits pour la Marine française pendant la Première Guerre mondiale.

## Conception
La classe Enseigne Roux était une version élargie de la classe Bisson. Les navires avaient une longueur de 82,6 mètres, une largeur de 8,6 mètres et un tirant d'eau de 3 mètres. Ils avaient un déplacement de 850 tonnes à charge normale. Leur équipage comptait 76 à 81 hommes.
Les navires étaient propulsés par une paire de turbines à vapeur Parsons, chacune entraînant un arbre d'hélice utilisant de la vapeur fournie par quatre chaudières à tubes d'eau. Les moteurs ont été conçus pour produire 17000 chevaux (13000 kW) et une vitesse de 30 nœuds (56 km/h). Lors de ses essais en mer, l'Enseigne Roux a atteint 30,4 nœuds (56,3 km/h). Les navires transportaient suffisamment de mazout pour une autonomie de 1400 milles marins (2600 km) à une vitesse de croisière de 14 nœuds (26 km/h).
L’armement principal des navires de la classe Enseigne Roux consistait en deux canons de 100 millimètres modèle 1893 en affûts simples, un à l’avant et un à l’arrière des superstructures, et quatre canons de 65 millimètres modèle 1902 répartis au milieu du navire. Ils étaient également équipés de deux affûts jumelés pour tubes lance-torpilles de 450 millimètres au milieu du navire.

## Carrière
L'Enseigne Roux a été commandé à l’Arsenal de Rochefort et a été mis en chantier le 13 décembre 1913. Le navire a été lancé le 13 juillet 1915 et achevé l’année suivante. Il passa toute la guerre affecté à la flottille de Dunkerque, défendant la Manche.